# Château de Cranendonck
Le château de Cranendonck était un château près de Soerendonk dans la province néerlandaise du Brabant-Septentrional. Le fameux « petit château », une villa construite à la fin du XIXe siècle, est situé à Cranendonck 1 à Soerendonk.[1]

## Histoire
Maarheeze a été mentionné pour la première fois en 1223, lorsque le domaine de Hugten appartenant à cette paroisse a été donné en fief au seigneur de Heeze par Thierry d'Altena/Dirk van Altena. Après la mort sans enfant de Thierry en 1242, le domaine fut hérité par son cousin Engelbert van Horne (nl). On pense que c'est lui qui a fait construire un château entre Maarheeze et Soerendonk. Inspiré par les conditions naturelles du lieu où les grues migratrices aimaient s'installer (kraan (en néerlandais) : oiseau grue , donk (en néerlandais) : hauteur, colline dans un environnement riche en eau), le château fut nommé Cranendonk ; peut-être que la zone elle-même portait déjà ce nom auparavant. En 1421, Maarheeze, Soerendonk, Gastel et Budel étaient déjà réunis en deux cours d'échevins (schepenbank en néerlandais), qui étaient responsables à la fois de l'administration et de la justice.
Le fils d'Engelbert de Horne, Guillaume Ier de Cranendonck/Willem I van Cranendonck (nl), fut le premier à se faire appeler seigneur de « Cranendunc ». Les Van Cranendonk étaient également seigneur d'Eindhoven. Les descendants d'Engelbert vivent en Hollande-Méridionale sous le nom de Kranendonk. Les familles Van Sevenborn, Van Milberg, Van Schoonvorst, Van Horne et Van Egmond suivirent comme propriétaires de la seigneurie.

Armoiries de Cranendonck.

Au cours des siècles, les droits seigneuriaux et le château avec le territoire environnant sont devenus la propriété de diverses familles nobles par héritage ou par vente. Anne d'Egmont, première épouse de Guillaume d'Orange, amena Cranendonk à la Maison d'Orange lors de son mariage en 1551, et cela resta ainsi jusqu'à la fin de l'Ancien Régime. Baron de Cranendonk est toujours l'un des titres de Guillaume Alexandre, roi des Pays-Bas.
Les seigneurs de Cranendonk des familles Van Horne, Van Egmond et d'Orange avaient leurs principales possessions et intérêts ailleurs et séjournaient donc rarement, voire jamais, au château de Cranendonk. Un bailli ou drossaard était nommé comme substitut du seigneur pour Eindhoven et Cranendonk. Il resta au château jusqu'à sa destruction par les Français en 1673.

## Château actuel
Ce qui restait était une ruine qui continuait à se détériorer. Le domaine resta en possession de la Maison d'Orange jusqu'à l'abolition du système féodal vers 1798. En 1814, lors de la création du Royaume des Pays-Bas, il devint propriété royale, pour être vendu à des particuliers en 1820.
En 1899, la ferme appartenant au château fut démolie. Une villa a été construite à sa place. C'est sur cette base que fut posé le bâtiment actuel, de type château, qui fut doté d'une tourelle au début du XXe siècle.

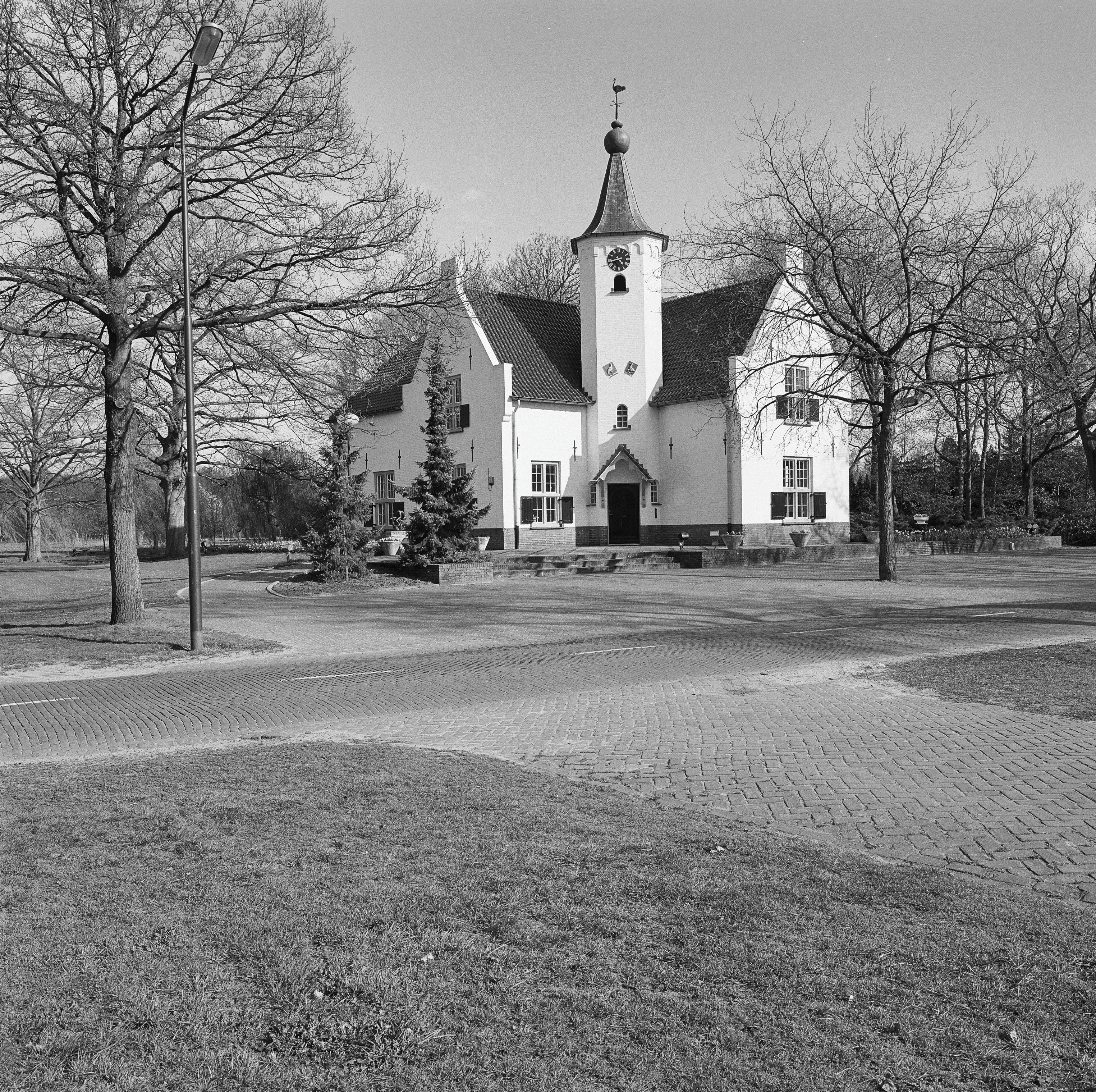
Ancienne mairie de la commune de Maarheeze.

En 1938, la municipalité de Maarheeze acheta le domaine et le château fut transformé en hôtel de ville. Cela resta le cas jusqu'en 1997, lorsque la commune de Maarheeze fut intégrée à la commune fusionnée de Cranendonck. Depuis lors, le château est utilisé comme lieu de mariage. Le domaine a également été utilisé comme station expérimentale agricole. Le château est accompagné d'un certain nombre de bâtiments lui appartenant. Entre 2013 et 2014, il a de nouveau servi d'hôtel de ville, désormais de la commune de Cranendonck, car le site de Budel a été entièrement rénové et doté d'une isolation.[2]
En 1996, des recherches archéologiques ont été menées sur le site du château féodal, qui se trouve un peu à l'est du château actuel, près du Buulder Aa. Les contours du château ont été mesurés et en 2008 ces contours ont été à nouveau placés sur le terrain.
La zone entourant le château de Cranendonck est protégée et incluse dans un parc paysager de 400 ha en cours de construction avec un développement naturel et culturel à petite échelle. Des itinéraires de randonnée, de vélo et de VTT partent du château de Cranendonck.

### Liens
- (nl) Château de Cranendonck - Municipalité de Cranendonck